# 자야마·교토게이쥬츠다이가쿠역
자야마·교토게이쥬츠다이가쿠역(일본어: 茶山・京都芸術大学駅, ちゃやま・きょうとげいじゅつだいがくえき)은 일본 교토부 교토시 사쿄구에 위치한 에이잔 전철 에이잔 본선의 역이다. 역 번호는 E03이다.
자야마라는 명칭은 역 서쪽의 산에 예전 에도 시대의 부호 상인 자야시지로마루 산장이 있다는 "자야마"로 통칭되던 데서 유래하였다.
승객이 많을 때는 구라마 선 열차에 차장이 승차하지만 데마치야나기 역까지 승무하지 않고 본 역에서 승무원만 구라마 역행으로 갈아타는 모습이 보인다.

## 역사
- 1925년 9월 27일: 자야마역(일본어: 茶山駅, ちゃやまえき)으로 영업 개시.
- 1942년 3월 2일: 교토 전등의 철궤도 사업을 게이후쿠 전기 철도가 승계, 게이후쿠 전기 철도 에이잔 본선의 역이 됨.
- 1986년 4월 1일: 게이후쿠 전기 철도가 에이잔 본선을 에이잔 전철에 양도, 에이잔 전철 에이잔 본선의 역이 됨.
- 2023년 4월 1일: 자야마·교토게이쥬츠다이가쿠역으로 개칭

## 역 구조
상대식 승강장 2면 2선의 승강장을 갖는다. 역무원의 배치역이다. 출입구는 플랫폼의 데마치야나기 역 방향의 건널목을 바라보고 있다.

### 승강장
| ↑ 모토타나카 |
| \| 하        |
| 이치조지 ↓   |

|  | ■ 에이잔 본선(상행) | 데마치야나기 행 게이한 선(산조・히라카타시・오사카 방면;데마치야나기 환승) |
|  | ■ 에이잔 본선(하행) | 야세히에이잔구치・구라마 방면                                              |

## 역 주변
역 주변에는 한적한 주택가가 펼쳐지고 아주 드물게 음식점도 있다. 근처 버스 정류장은 남동쪽으로 200m 정도의 교토 시영 버스 3.・204계통인 "다카하라초"와 서남서쪽으로 250m 정도의 시 버스 3・31・65・204・206계통인 "다나카오쿠보초"이다.
- 교토 예술대학 - 역명의 ‘교토게이쥬츠다이가쿠’가 의미하는 대상.
- 사쿄 우체국
- 이즈미야 다카노점

## 인접역
| 에이잔 전철 ■ 에이잔 본선        | 에이잔 전철 ■ 에이잔 본선 | 에이잔 전철 ■ 에이잔 본선          |
| -------------------------------- | ------------------------- | ---------------------------------- |
| E02 모토타나카 데마치야나기 방면 |                           | 이치조지 E04 야세히에이잔구치 방면 |